# Nikolaj Djatsjenko
Nikolaj Ivanovitsj Djatsjenko (Russisch: Николай Иванович Дьяченко) (Asjchabad, 2 december 1947 - Moskou, 3 januari 2020) was een basketbalspeler die uit kwam voor het basketbalteam van de Sovjet-Unie. Hij kreeg de onderscheiding Meester in de sport van de Sovjet-Unie, Internationale Klasse.

## Carrière
Djatsjenko begon zijn carrière bij SKIF Jerevan in 1967. In 1972 stapte hij over naar CSKA Moskou. Met CSKA werd hij drie keer landskampioen van de Sovjet-Unie in 1973, 1974 en 1976. Ook won hij met CSKA de USSR Cup in 1973. In 1973 verloor Djatsjenko de finale van de EuroLeague. In 1976 vertrok Djatsjenko naar Oost-Duitsland om te gaan spelen voor de Sovjet-troepen in Duitsland. In 1982 stopte Djatsjenko met basketballen.
Met het nationale team van de Sovjet-Unie won Djatsjenko brons op het Europees Kampioenschap in 1973.

## Erelijst
- Landskampioen Sovjet-Unie: 3
  - Winnaar: 1973, 1974, 1976
  - Tweede: 1975
- Bekerwinnaar Sovjet-Unie: 1
  - Winnaar: 1973
- EuroLeague:
  - Runner-up: 1973
- Europees Kampioenschap:
  - Brons: 1973